# Safair
Safair (code AITA FA) est une compagnie aérienne sud-africaine, basée à Johannesburg et crée en 1965. Elle est basée à l'Aéroport international de Johannesburg avec des bases secondaires au Cap, à Singapour, en Grande-Bretagne et en Irlande.

## Histoire
Safair, créée en 1965 devient en 1998 une filiale à 100 % d'Imperial Holdings Limited (de). Elle est maintenant une filiale d'ASL Aviation Group.

## Flotte

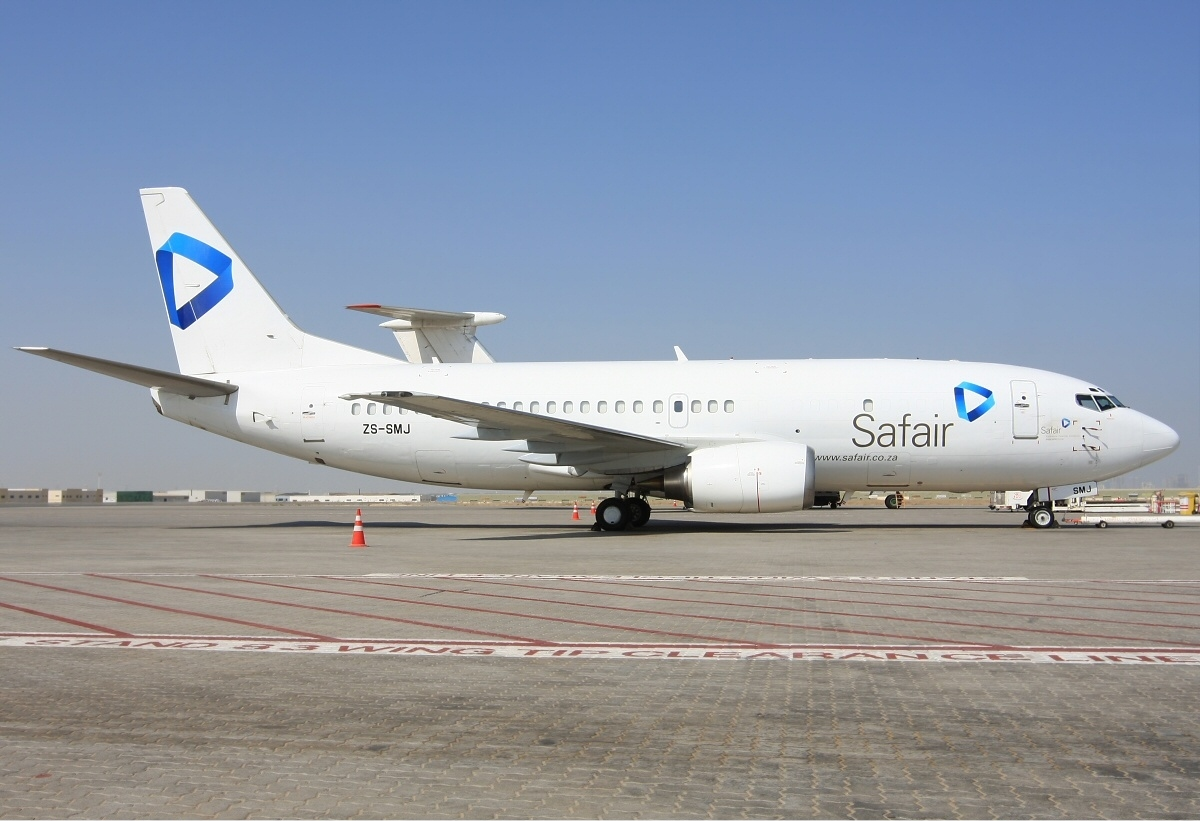
Boeing 737-300QC de Safair

Au mois de septembre 2017, la flotte de Safair est composée des appareils suivants,:
- 1 x Boeing 737-300
- 8 x Boeing 737-400
- 3 x Boeing 737-800
- 6 x Lockheed Hercules L100-30

### Flotte historique
- ATR 72-500
- Boeing 727-200 ADV cargo
- McDonnell Douglas MD-82/MD-83